# Edestad
Edestad är kyrkby i Edestads socken i Ronneby kommun. Den är belägen öster om Ronneby och väster om Johannishus. Från 2015 avgränsar SCB här en småort.
I byn återfinns Edestads kyrka.

### Fotnoter
1. 1 2  Statistiska småorter 2023, befolkning, landareal, befolkningstäthet per småort, SCB, 28 november 2024, läs online.[källa från Wikidata]
2. ↑  Småorter 2015, SCB, 19 december 2016, läs online.[källa från Wikidata]
3. ↑  Kodnyckel för SCB:s statistiska tätorter och småorter - Koppling mellan gammalt och nytt kodsystem, SCB, 11 november 2021, läs online.[källa från Wikidata]
4. ↑  Förändringar i antalet småorter 2010-2015, Statistiska centralbyrån, 19 december 2016.
5. ↑  ”Edestad”. Svenska kyrkan. Arkiverad från originalet den 28 april 2013. https://archive.is/20130428030934/http://www.svkyrkanronneby.com/edestad_kyrka.html. Läst 28 december 2012.